# Frans Hendricksz. Oetgens
Frans Hendricksz. Oetgens (Amsterdam, april 1558 − Amsterdam, 12 juni 1625) was een meestermetselaar, lid van de vroedschap, schepen en sinds 1594 fabrieksmeester. Hij was regent van het burgerweeshuis en tienmaal burgemeester van Amsterdam. Hij stelde in korte tijd orde op zaken en zijn beslissingen over de organisatie van het Amsterdamse bouwbedrijf hadden tot ver in de zeventiende eeuw invloed. Hij wordt genoemd als een van de ontwerpers van de Amsterdamse Grachtengordel.

## Biografie
In 1594 werd Hendrick Staets benoemd als stadstimmerman. In 1595 benoemde Oetgens Cornelis Danckerts en Hendrick de Keyser. In 1596 nam hij zijn ontslag. In 1603 was hij betrokken bij de bouw van de Zuiderkerk; in 1609 bij de bouw van de Beurs, over het Rokin. In 1610 werd hij burgemeester; in 1614 bewindhebber van de VOC kamer te Amsterdam. Hij woonde eerst op het Damrak, later op de Oude Schans.
Ambtshalve was Oetgens goed geïnformeerd over de uitbreidingsplannen van de stad. Al in een vroeg stadium (1608) kocht Oetgens grond over het Singel en aan het eind van de Haarlemmerdijk tussen de Brouwersgracht en de Westelijke Eilanden. Hij verkocht met regelmaat kavels op Uilenburg en Marken (Amsterdam), onderdeel van Tweede Uitleg.
In 1611 werden hij en zijn zwager Bartholt Cromhout door een commissie, voorgezeten door Cornelis Hooft en Jacob Dircksz de Graeff, beschuldigd van onoorbare praktijken aangaande de Derde Uitleg. In 1614 moest hij zich verantwoorden over zijn eigendom op het Bickerseiland. De vroedschap, met Hooft als woordvoerder, dreigde met een gerechtelijke procedure. In 1615 werd de zaak aanhangig gemaakt bij de Hoge Raad. De stad dreigde anders in honderden procedures te verzanden als de grondeigenaren weigerden de melioratie te betalen. Oetgens leverde nieuwe plannen aan voor het Bickerseiland, waarbij hij meer grond in eigendom zou behouden. Zijn plan is niet geaccepteerd omdat de haven daardoor kleiner zou worden. In 1616 werd zijn naam genoemd bij het binnenhalen van een afbraak- en verhuissubsidie. Rond 1620 namen de klachten over de melioratie toe. Het stadsbestuur nam de zaak opnieuw onder de loep. In 1622 kregen Oetgens en Cromhout een nieuw aanbod hun grond aan de burgemeesters te verkopen.

## Kinderen

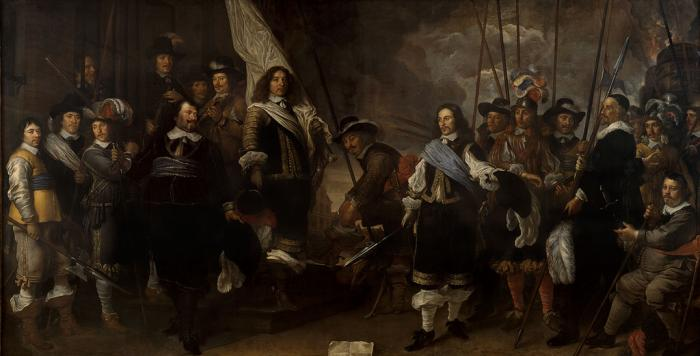
Twee leden van de familie op een schilderij van Govert Flinck (1648)

Frans Oetgens trouwde op 1 juni 1582 in Amsterdam met Alydt van Houff (Amsterdam, 1558 − Amsterdam, 7 november 1616). Hij en Alydt kregen zes kinderen. Zijn dochter Cornelia (ged. 19 september 1586 − 15 oktober 1651) trouwde in 1610 met Frans J. Hinlopen. Twee dochters trouwden met een lid uit de familie Reael, twee anderen met een Six en een Pauw. Zijn zoon Antonie Oetgens, heer van Waveren, Botshol en Ruige Wilnis (ged. 3 oktober 1585 − 2 augustus 1658) was burgemeester van Amsterdam van 1626 tot 1631, in 1638, en in 1649-1650. Hij erfde van zijn vader gunstig gelegen grond aan de oostkant van de stad en probeerde de aanleg van de Nieuwe Vaart op de Oostelijke Eilanden tegen te houden. De benodigde grond is daarop onteigend. Hij werd door de gebroeders Andries en Cornelis Bicker op een zijspoor gezet. Hij was al eens als gezant naar Denemarken geweest (1631-1632) en is in 1653 naar Lübeck gezonden.
Antonie Oetgens trouwde in 1611 met Anna Spiegel (1582-1644). Hij kocht in 1634 grond bij 's-Graveland, waar hij de naar zijn vrouw vernoemde hofstede Spiegelrust liet bouwen. Na zijn dood werd het landgoed verdeeld onder zijn zoon Johan (1613-1670) en zijn dochter Alida (1616-1686). Johan erfde tevens de titels Heer van Waveren, Rotshol en Ruige Wilnis. Hij trouwde in 1658 met Debora Blaeuw (1629-1702), de dochter van Cornelis Michielsz. Blaeuw en Weyntge Oetgens. Alida van Waveren trouwde in 1637 met Lodewijk van Alteren (1608-1670), de schout van Kennemerland die in 1656 uit zijn functie werd gezet.
Enkele leden van de familie Oetgens liggen begraven op het hoge koor in de Oude kerk.